# Église catholique à Madagascar

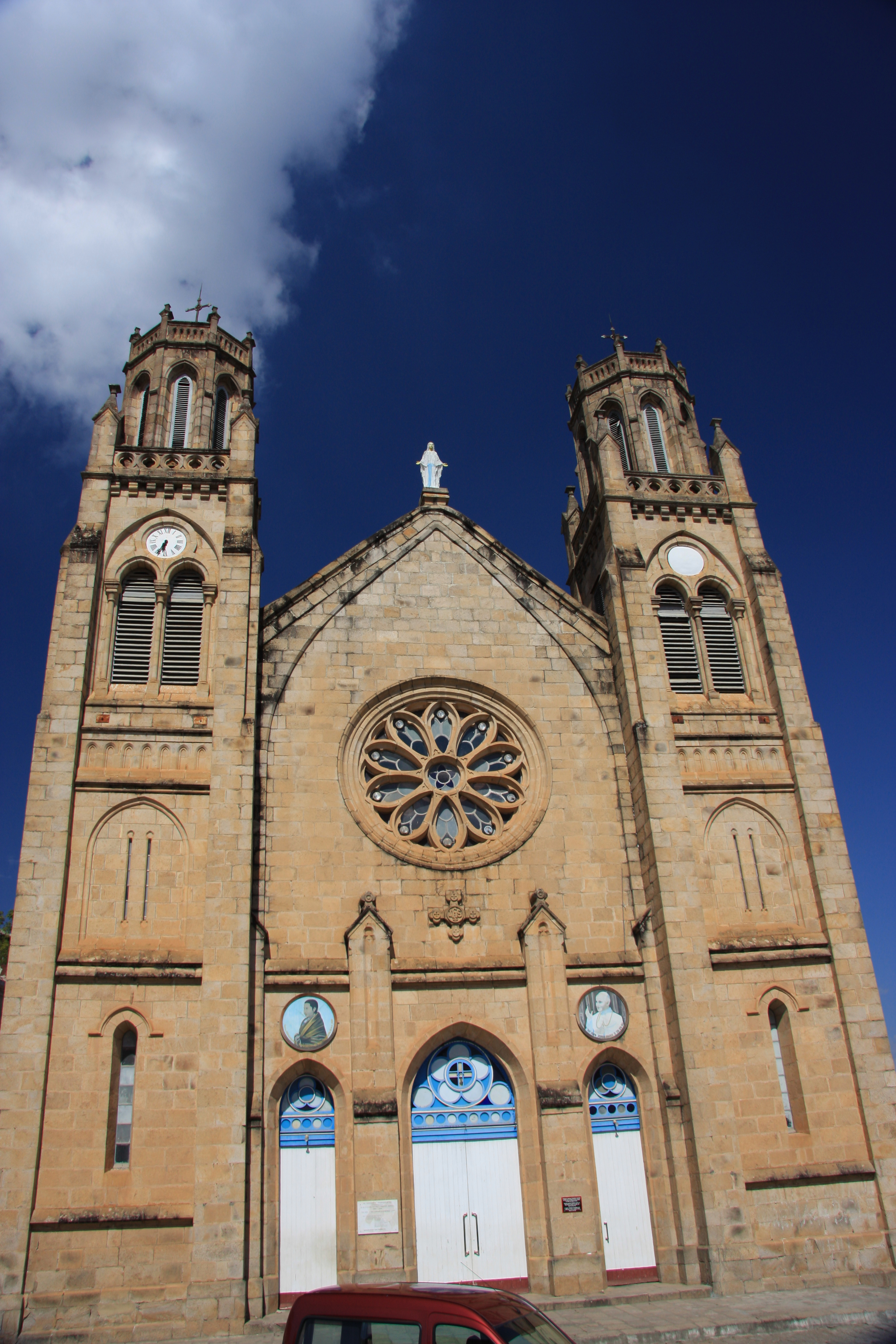
La cathédrale d'Antananarivo.

L'Église catholique à Madagascar compte entre quatre millions et cinq millions de fidèles, soit un cinquième de la population (près de 25 millions de Malgaches en 2022). Le pays est divisé en cinq archidiocèses et vingt-deux diocèses.

## Histoire
Le catholicisme est présent sur l'île de Madagascar depuis la fin du XVIe siècle, avec quelques tentatives de mission en 1540, puis l'arrivée des dominicains en 1580 et des jésuites en 1610.
Henri de Solages est mort martyr en 1832 et est considéré comme le père de l'Église malgache. Un lieu de pèlerinage doit lui être dédié à Andevoranto.
La mission jésuite de Madagascar est fondée en 1844. La première église est construite en 1857 à Ambodifototra sur l'île Sainte-Marie.
En 1861, après la mort de sa mère, la reine Ranavalona Ire qui n'avait de cesse de persécuter les chrétiens, son fils Radama II, proclame la liberté religieuse. Contraint jusqu'ici à une certaine clandestinité, les jésuite fondent alors officiellement l'église catholique dans la plupart des régions du pays.
D'abord évangélisée par des missions anglicanes britanniques comme la London Missionary Society, renforcé au fil des ans par d'autres missions protestantes (calvinistes, luthériens et quakers), au point où le protestantisme devînt de facto religion d'État après la conversion de Ranavalona II, l'implantation du catholicisme dans l'île ne connut un véritable essor qu'avec le début de la colonisation française en 1882, surtout sur les hautes terres centrales.
Les relations des églises avec le pouvoir colonial sont ambigües : même si l'administration française, au nom de la laïcité et de l'anticléricalisme, combat l'influence des religieux sur la population, le catholicisme passe néanmoins pour plus compatible avec les intérêts français, à l’inverse du protestantisme anglo-saxon qui perd toute influence dans les hautes sphères du pouvoir malgache lors de l'abolition de la monarchie à la suite de l'expédition de 1895.
Le pape Jean-Paul II visite l'île en 1989, et le cardinal Pietro Parolin, numéro deux du Vatican, visite Antananarivo en janvier 2017.

## Organisation

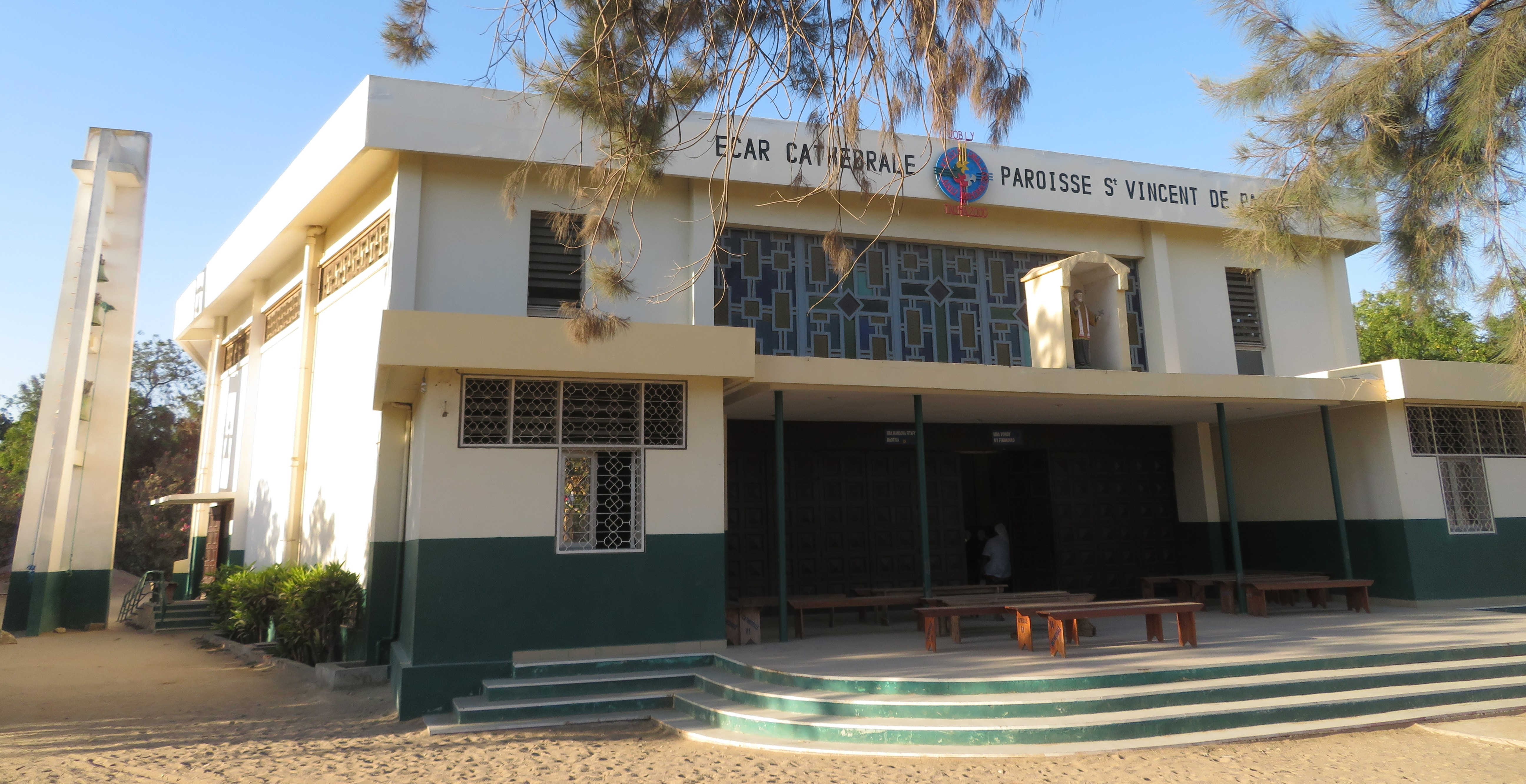
Cathédrale de Toliara

- Archidiocèse d'Antananarivo
  - Diocèse d'Antsirabe
  - Diocèse de Maintirano (en)
  - Diocèse de Miarinarivo (en)
  - Diocèse de Tsiroanomandidy (en)
- Archidiocèse d'Antsiranana
  - Diocèse d'Ambanja
  - Diocèse de Mahajanga
  - Diocèse de Port-Bergé
- Archidiocèse de Fianarantsoa
  - Diocèse d'Ambositra
  - Diocèse de Farafangana
  - Diocèse d'Ihosy
  - Diocèse de Mananjary
- Archidiocèse de Toamasina
  - Diocèse d'Ambatondrazaka
  - Diocèse de Fenoarivo-Atsinanana
  - Diocèse de Moramanga
- Archidiocèse de Toliara
  - Diocèse de Morombe
  - Diocèse de Morondava
  - Diocèse de Tôlagnaro (de)

## Autres présences chrétiennes
Beaucoup d'Églises chrétiennes sont influentes en politique. Le meilleur exemple est le Conseil des Églises malgaches (FFKM) comprenant les quatre plus anciennes et les plus éminentes confessions chrétiennes, dont 
- l'Église de Jésus-Christ à Madagascar (FJKM) (revendiquant 5 millions de membres),
- l'Église luthérienne malgache (FLM) (revendiquant 3 millions de membres),
- l'Église anglicane de Madagascar, dépendant de l'Église de la Province de l'Océan Indien (anglicanisme) (en).

Autres présences : 
- Église de Jésus-Christ des Saints des Derniers Jours à Madagascar (en) revendiquant en 2019 12 887 membres (mormonisme),
- Témoins de Jéhovah,
- Église adventiste du septième jour,
- Orthodoxie orientale à Madagascar (en) (environ 20 000 membres).

## Personnalités
- Marc Finaz (1815-1880)
- Jacques Berthieu (1838-1896)
- Victoire Rasoamanarivo (1848-1894)
- Jan Beyzym (1850-1912)
- Henri Lespinasse de Saune (1850-1929)
- Raphaël Louis Rafiringa (1856-1919)
- Victor Sartre (1902-2000)
- Lucien Botovasoa (1908-1945)
- Antoine de Padoue Rahajarizafy (1911-1974)
- Victor Razafimahatratra (1921-1976)
- Philibert Randriambololona (1927-2018)
- Pedro Opeka (1948-)
- Nectarios Kellis (en), évêque grec orthodoxe de Madagascar